# Justicia goianiensis
Justicia goianiensis är en akantusväxtart som beskrevs av Profice. Justicia goianiensis ingår i släktet Justicia och familjen akantusväxter. Inga underarter finns listade i Catalogue of Life.